# Горња Душегубица
Горња Душегубица (мкд. Горна Душегубица) је насеље у Северној Македонији, у западном делу државе. Доња Душегубица припада општини Кичево.

## Географија
Насеље Горња Душегубица је смештено у западном делу Северне Македоније. Од најближег већег града, Кичева, насеље је удаљено 16 km западно.
Горња Душегубица припада историјској области Горња Копачка. Село је смештено високо, на јужним падинама планине Бистре, а јужно од насеља се тло спушта у долину реке Треске, која овде тече највишим делом свог тока. Надморска висина насеља је приближно 1.110 метара.
Клима у насељу је планинска због знатне надморске висине.

## Становништво
Горња Душегубица је према последњем попису из 2002. године имала 4 становника.
Већинско становништво су етнички Македонци (100%).
Претежна вероисповест месног становништва је православље.